# USS LST-161
O USS LST-161 foi um navio de guerra norte-americano da classe LST que operou durante a Segunda Guerra Mundial.